# Lakeview (Califòrnia)
Lakeview és una concentració de població designada pel cens dels Estats Units a l'estat de Califòrnia. Segons el cens del 2000 tenia 1.619 habitants.

## Demografia
Segons el cens del 2000, Lakeview tenia 1.619 habitants, 476 habitatges, i 392 famílies. La densitat de població era de 192,9 habitants/km².
Dels 476 habitatges en un 40,3% hi vivien nens de menys de 18 anys, en un 65,1% hi vivien parelles casades, en un 10,7% dones solteres, i en un 17,6% no eren unitats familiars. En el 12,6% dels habitatges hi vivien persones soles el 4,2% de les quals corresponia a persones de 65 anys o més que vivien soles. El nombre mitjà de persones vivint en cada habitatge era de 3,4 i el nombre mitjà de persones que vivien en cada família era de 3,72.
Per edats la població es repartia de la següent manera: un 32,7% tenia menys de 18 anys, un 8,2% entre 18 i 24, un 27,7% entre 25 i 44, un 21,7% de 45 a 60 i un 9,6% 65 anys o més.
L'edat mediana era de 33 anys. Per cada 100 dones de 18 o més anys hi havia 97,5 homes.
La renda mediana per habitatge era de 46.141 $ i la renda mediana per família de 46.941 $. Els homes tenien una renda mediana de 39.355 $ mentre que les dones 27.813 $. La renda per capita de la població era de 13.591 $. Entorn del 12,4% de les famílies i el 16,9% de la població estaven per davall del llindar de pobresa.

## Poblacions més properes
El següent diagrama mostra les poblacions més properes.